# Laura Michelle Prestin
Laura Michelle Prestin, även känd som Miss Prestin, född 29 januari 1985 i Burlington, Ontario, är en professionell modell känd inom fitnessbranschen. Miss Prestin är mycket aktiv genom sociala medier och blir ständigt rosad av sina Twitter-följare för hennes vågade privatbilder.
Prestin arbetar även som fitnesstränare och har tränat några av celebriteterna inom modellbranschen, bland annat Playboys 2008 Playmate of the Year.